# Río Cajambre
Der Río Cajambre ist ein 42 km (einschließlich Quellflüssen: 117 km) langer Zufluss des Pazifischen Ozeans im Departamento Valle del Cauca im Westen Kolumbiens.

## Flusslauf
Der Río Cajambre entsteht am Zusammenfluss von Río Agua Clara und Río Agua Sucia im westkolumbianischen Küstentiefland am Fuße der Westkordillere. Er durchfließt in überwiegend nordwestlicher Richtung das Küstentiefland und mündet schließlich in eine Bucht an der Mangrovenküste des Pazifischen Ozeans.

## Quellflüsse
Der Río Agua Sucia, der südliche Quellfluss des Río Cajambre, ist 75 km lang. Er entspringt in dem Höhenzug Farallones de Cali, 25 km südwestlich der Großstadt Cali, auf einer Höhe von etwa 3000 m (⊙). Von dort fließt er in überwiegend westlicher Richtung durch die Westkordillere. Dabei wird er im Norden und Süden von einer Bergkette flankiert. Schließlich erreicht er das Küstentiefland am Fuße der Berge, wo er sich mit dem Río Agua Clara zum Río Cajambre vereinigt.
Der Río Agua Clara, der nördliche Quellfluss des Río Cajambre, ist 50 km lang. Er entspringt inmitten der Westkordillere (⊙) auf einer Höhe von etwa 2500 m. Er fließt anfangs 30 km durch das Bergland. Anschließend erreicht er das Küstentiefland, nimmt einen größeren Nebenfluss von rechts auf und wendet sich nach Süden, bevor er schließlich auf den Río Agua Sucia trifft.

## Hydrologie und Einzugsgebiet
Der Río Cajambre entwässert ein Areal von etwa 1000 km². Im Süden grenzt das Einzugsgebiet an das des Río Yurumangui, im Norden an das des Río Raposo. Im östlichen Teil des Einzugsgebietes des Río Cajambre liegt in der Westkordillere der Parque Nacional Natural Farallones de Cali.
Der mittlere Abfluss beträgt 274 m³/s. Das Einzugsgebiet des Río Cajambre liegt in der humiden Tropenzone. Diese ist gekennzeichnet durch tropischen Regenwald. Die Temperaturen sind über das Jahr hinweg relativ konstant. Ferner wird das Klima durch starke Niederschläge und hohe Luftfeuchtigkeit geprägt. Gewöhnlich treten an der kolumbianischen Westküste in den Monaten September bis November die höchsten Niederschläge auf. Daneben tritt zwischen April und Juni eine weniger stark ausgeprägte Regensaison auf.

## REDD+
Seit 2011 befinden sich in Kolumbien 8 Projekte im Rahmen des US-amerikanischen Klimaschutz-Projektes REDD+ zur Vermeidung der Entwaldung und zur nachhaltigen Nutzung von Wäldern in Vorbereitung, darunter eines am Río Cajambre.